# Nora Weston-Martyr
Nora Weston-Martyr fue una deportista británica que compitió en tiro con arco, en la modalidad de arco recurvo. Ganó tres medallas en el Campeonato Mundial de Tiro con Arco al Aire Libre, en los años 1938 y 1939.

## Palmarés internacional
| Campeonato Mundial al Aire Libre | Campeonato Mundial al Aire Libre | Campeonato Mundial al Aire Libre | Campeonato Mundial al Aire Libre |
| Año                              | Lugar                            | Medalla                          | Prueba                           |
| -------------------------------- | -------------------------------- | -------------------------------- | -------------------------------- |
| 1938                             | Londres (Reino Unido)            | Medalla de oro                   | Individual                       |
| 1938                             | Londres (Reino Unido)            | Medalla de plata                 | Equipo                           |
| 1939                             | Oslo (Noruega)                   | Medalla de plata                 | Equipo                           |